# ジョジョの奇妙な冒険 ファントムブラッド (アクションゲーム)
『ジョジョの奇妙な冒険 ファントムブラッド』（ジョジョのきみょうなぼうけん ファントムブラッド）は、2006年10月26日にバンダイナムコゲームスが発売した荒木飛呂彦の漫画『ジョジョの奇妙な冒険』Part1『ファントムブラッド』を原作としたPlayStation 2用ゲームソフト。

## 概要
ストーリーは主人公ジョナサン・ジョースターとディオ・ブランドーの数奇な運命の出会いから、その結末までを再現している。ステージによっては戦闘の勝敗まで原作通りになっている。独自色の強い原作の絵柄は特殊な技法で表現されている。特定の条件を満たすことでラストバトルの内容が変化し、ディオが殺した神父の肉体を奪った状態でジョナサンと戦う真ラストバトルなど隠し要素もある（エンディング内容は変わらない）。
使用できるキャラクターは雑魚キャラクターも含めて原作で戦闘を行ったほぼ全員（やられ役を含め新キャラクター数名）と非常に多い。

## 操作方法
以下の説明におけるボタンは標準設定。
移動右スティックを倒した方向に移動。L2で一番近い敵の方を向く。
カメラ操作左スティックで視点を移動。R3でズームを切り替える。
攻撃□で弱攻撃、△で強攻撃。□を1-4回押してから（最大で何回押すかはキャラクターによって異なる）△を押すと様々な技が出る。走りながら□か△を押すと別の技が出る。
ガード防御L1で正面からの攻撃のみガードする。
回避防御○で攻撃をかわす。キャラクターによって方法が異なる。
カウンター攻撃を受けた瞬間に○を押すとカウンターが発動し、周囲の敵の動きを止める。一部のキャラクターは使えない。
チャージ攻撃R1を押し続けた時間によってレベル0-3まで威力が変化する。一部のキャラクターは使えない。
覚醒技波紋戦士とスピードワゴンのみヒートゲージがあり、敵に攻撃を当てると増える。ヒートゲージがMAXのときにR2で覚醒技が発動する。発動後に右スティックを回してゲージを溜め、最大になると□ボタン連打でヒット数が増える。ゲージが溜まりきらないとヒット数は1になる。本作ではディオを始めとした屍生人も操作可能だが、彼らには覚醒技がない。
波紋の呼吸波紋戦士のみ波紋ゲージがあり、波紋攻撃すると減少する。×を押せば波紋ゲージが増えるが、その間は無防備になる。
ポージング波紋戦士は□を1-4回押してから×を押すとポージングし、波紋ゲージが回復する。さらにコマンドごとに異なるポージングの種類によって、回復力・防御力・攻撃力・スピードのいずれかが一時的に上昇する。

## モード
- STORY - 原作の話を戦いながら進めていく。一部分岐がある
- CHAPTER - STORYでクリアしたチャプターのうち、好きなものを選んでプレイできる
- MUSEUM - クリアすることで項目が増える
  - PROFILE - 登場人物のプロフィール
  - THEATER - クリアしたチャプターのデモシーン
  - EXTRA BATTLE - 原作とは異なる立場や、原作にない組み合わせでのバトル
  - 77RINGS KNIGHT - 77人抜きバトル
  - DIO MODE - ディオの視点でのバトル
- OPTION - 設定変更

## 登場キャラクター・声の出演
詳細はファントムブラッドを参照。 
| - ジョナサン・ジョースター：田中秀幸 （少年時代：中井和哉） - ウィル・A・ツェペリ：小山力也 - トンペティ：阪脩 - ダイアー：堀之紀 - ストレイツォ：三浦祥朗 | - ディオ・ブランドー：緑川光 （少年時代：野島健児） - ブラフォード：神奈延年 - タルカス：郷里大輔 - ワンチェン：田中和実 - 切り裂きジャック：江川央生 | - ジョージ・ジョースター：磯部勉 - ダリオ・ブランドー：矢田耕司 - エリナ・ペンドルトン：久川綾 - ロバート・E・O・スピードワゴン：小野坂昌也 - ポコ：阪口大助 - ナレーション：大場真人 - ジョーンズ：金光祥浩 - 不良、観客、いじめっこ：寺本勲 - ウィンザレオ：増谷康紀 |

| - 麻生智久 - 川津泰彦 - 小林通孝 - 佐藤朱 - 佐藤正治 - 徳山靖彦 - 萩森侚子 - 福原耕平 - 服巻浩司 - 松本考平 - 山本圭一郎 |

## 備考
- 原作ではジョナサンの台詞で「何をするんだァーッ」が「何をするだァーッ」と誤植されているものがある（本作発売時点で訂正済み）が、本作では一度クリア以降のデモシーンでこれを反映して台詞が誤植版になる。
- CMでは、一般募集のエキストラ数十人が一斉にポージングを決めている。
- ストーリーモードをクリア後はディオを操作キャラクターにしたバトルモードが解放される（戦闘のみで会話イベントなどはない）。
- 特定の条件を満たすことでストーリーモードのラストバトルが変化し、神父の肉体を乗っ取ったディオと戦うことができる。また最終戦のジョナサンは瀕死状態でまともに動けないが、この隠しバトルでは通常の状態で戦闘が可能。

## 攻略本
- ジョジョの奇妙な冒険ファントムブラッド 全知全能の書　ISBN	4087793893（集英社、2006年10月発売）[4]